# 特奥费尔·翰森
特奥费尔·翰森（Theophil Hansen，發音：[tsʰe̝oˈfiːlus ˈhænˀsn̩]，1813年7月13日—1891年2月17日）是一位丹麦裔奥地利建筑师。风格为新古典主义，以對古典形制比例的高度把握聞名。

## 生平
生于丹麦哥本哈根，后取得奥地利公民身份，建筑师，因他在维也纳主持设计了众多建筑而知名。1891年逝世于维也纳。

## 作品列表
- 雅典大學，1839
- 雅典国家天文台，1842
- 雅典科学院，雅典，1856年始
- 军事历史博物馆，维也纳，1856
- 帕特雷旧市立医院，希腊，1857

雅典大學

- 维也纳金色大厅，维也纳，1863 - 1870
- 维也纳美术学院，1871–1876
- 維也納證券交易所，1874–1877
- 扎皮翁宮，雅典，1874-1888
- 埃弗吕西宫
- 奥地利國會大廈，维也纳, 1874–1883
- 希腊国家图书馆，雅典，1888年始